# Arboricultura

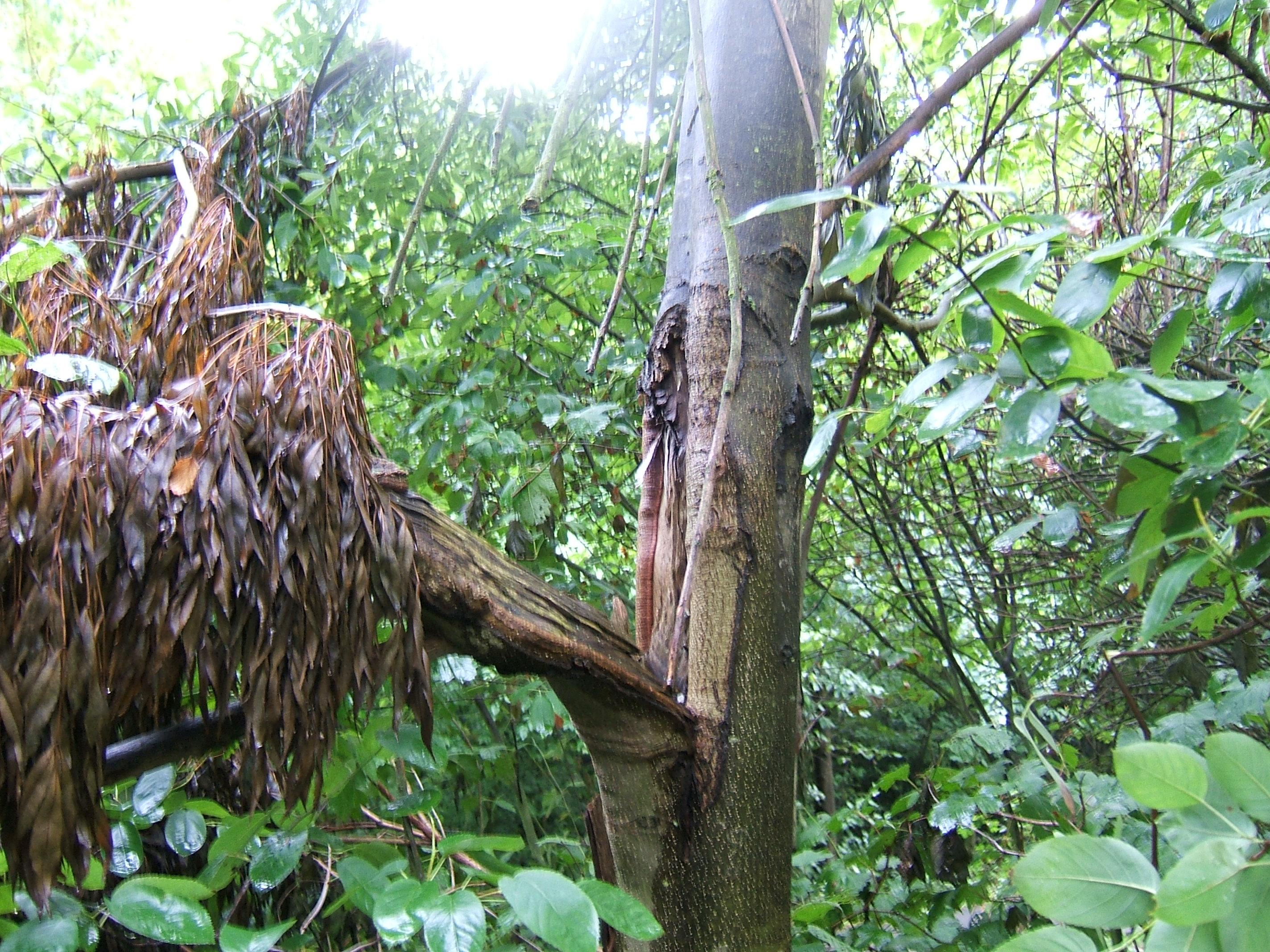
Fresno con un desgarro en el tronco debido a una mala praxis de arboricultura.

La arboricultura es la ciencia que comprende la selección, propagación, cuidado y tala selectiva de plantas perennes y leñosas, como árboles y arbustos, el estudio de su crecimiento y que incluye a las prácticas tradicionales.
Su objetivo es gestionar pies individuales, generalmente situados en jardines o áreas urbanas, para aumentar su salud, longevidad, resistencia a patógenos y mejorar sus características estéticas. No obstante, es una ciencia autónoma, independiente de la ciencia forestal o silvicultura, que gestiona, mantiene, explota y conserva los bosques naturales. Se considera que la arboricultura es a la silvicultura lo que la jardinería a la agricultura.
De este concepto, se deriva silvicultura urbana que es una rama especializada de la silvicultura que tiene por finalidad el cultivo y la ordenación de árboles con miras a aprovechar la contribución actual y potencial que éstos pueden aportar al bienestar de la población urbana, tanto desde el punto de vista fisiológico como sociológico y económico, donde los esfuerzos deberían estar centrados en un programa de gestión del arbolado urbano y así abordar los desafíos del cambio climático. 
Para el caso de Chile, la necesidad de programas de Arborización Urbana ya se viene abordando con programas como Parques Urbanos (MINVU), Áreas verdes comunitarias (MMA), Programa Arborización (CONAF), entre otras iniciativas público – privadas.
Para el Ministerio de Vivienda y Urbanismo (MINVU)[¿dónde?], la Infraestructura Verde, es uno de los ejes estratégicos que promueve las soluciones basadas en la naturaleza y reconoce el papel fundamental de los servicios ecosistémicos en el bienestar humano, donde la planificación del arbolado urbano está siendo abordada principalmente desde un enfoque técnico y propuesta de un Programa de Gestión de Arbolado Urbano para la Región de Tarapacá. 